# Ifrit
L'ifrit (Ifrita kowaldi) és un petit ocell insectívor de l'ordre dels passeriformes, que és ubicat actualment al gènere Ifrita Rothschild, 1898, de la monotípica família dels ifrítids (Ifritidae Schodde et Christidis, 2014). És un dels escassos ocells tòxics coneguts.

## Descripció
Petit ocell amb 16-17 cm de llargària i un pes de 34-36 g.
Plomatge amb un color marró groguenc amb una corona de color negre envoltada per un anell blau.
Aquesta espècie presenta dimorfisme sexual, amb unes taques darrere dels ulls, blanques en el cas dels mascles i més groc en les femelles.
Ales curtes i arrodonides i potes amb plomes fins als peus.

## Hàbitat i distribució
Habita els boscos a les muntanyes de Nova Guinea central i oriental, cap a l'oest fins a les muntanyes Weyland.

## Taxonomia
Els ifrits ha estat classificats en diverses famílies, com ara els cinclosomàtids (Cinclosomatidae) o els monàrquids (Monarchidae). Avui es considera un ocell amb característiques primitives relacionat de manera llunyana amb els monàrquids, lànids, còrvids, paradiseids i corcoràcids. Considerat un temps Incertae sedis, avui s'ha creat per ell la monotípica família dels ifrítids (Ifritidae).

## Toxicitat
Es tracta d'una de les poques espècies verinoses entre els ocells. La resta serien els membres del gènere Pitohui, també propi de Nova Guinea i alguns membres del gènere Colluricincla.
Els ifrits excreten un tòxic conegut com batracotoxina a les seves plomes i pell per defensar-se dels depredadors.